# Даутбал (дем)
 Тази статия е за административната единица.  За града, на коъто е кръстена, вижте Даутбал.  
Даутбал (на гръцки: Δήμος Ωραιοκάστρου, Димос Ореокастру) е дем в област Централна Македония на Република Гърция. Център на дема е едноименният град Даутбал.

## Селища
Дем Даутбал е създаден на 1 януари 2011 година след обединение на три стари административни единици – демите Даутбал, Мигдония, Калитеа по закона Каликратис.

### Демова единица Даутбал
Според преброяването от 2001 година дем Даутбал има 11 896 жители и в него влиза единствено едноименният град Даутбал (Ωραιόκαστρο, Ореокастро) в областта Вардария.

### Демова единица Калитеа
Според преброяването от 2001 година дем Калитеа (Δήμος Καλλιθέας) с център в Градобор (Пендалофос) има 6096 жители и в него влизат само две демови секции и селища в областта Вардария:
- Демова секция Градобор

- село Градобор (Πεντάλοφος, Пендалофос)

- Демова секция Джумая

- село Джумая (Μεσαίο, Месео)
- село Даутли (Μονόλοφο, Монолофо)
- село Ени махала (Πετρωτό, Петрото)

- Демова секция Наръш

- село Наръш (Νέα Φιλαδέλφεια, Неа Филаделфия)

- Демова секция Ново село

- село Ново село (Νεοχωρούδα, Неохоруда)

### Демова единица Мигдония
Според преброяването от 2001 година дем Мигдония (Δήμος Μυγδονίας) с център в Айватово (Лити) има 7239 жители и в него влизат следните секции и селища:
- Демова секция Айватово

- село Айватово (Λητή, Лити)
- село Антуполи (Ανθούπολη, Антуполи или Ανθόκηποι, Антокипи)

- Демова секция Балджа

- село Балджа (Μελισσοχώρι, Мелисохори)

- Демова секция Дремиглава

- село Дремиглава (Дремиглав, Δρυμός, Дримос)